# Cathédrale de Ravenne
La cathédrale de Ravenne (en italien : Duomo di Ravenna) ou cathédrale de la Résurrection de Notre Seigneur Jésus-Christ (Cattedrale della Risurrezione di Nostro Signore Gesù Cristo) est une église catholique romaine de Ravenne, en Italie. Il s'agit de la cathédrale de l'archidiocèse de Ravenne-Cervia.
Le bâtiment actuel est le résultat d'un projet radical survenu au XVIIIe siècle, consistant à démolir l'ancienne cathédrale, dite « basilique Ursiana », pour construire une nouvelle église de style baroque
.
La cathédrale , élevée au rang de basilique mineure par le pape Jean XXIII, le 7 octobre 1960, est le siège de la paroisse de San Giovanni in Fonte appartenant au Vicariat urbain de l'archidiocèse de Ravenne-Cervia.

## Histoire

### L'ancienne basilique Ursiana

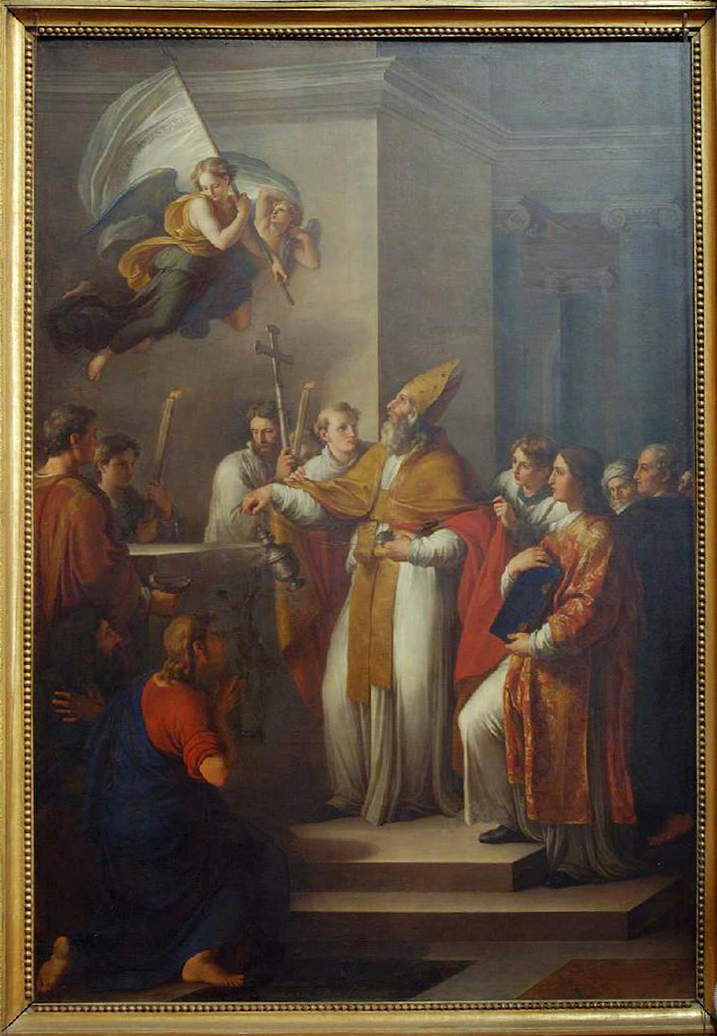
Vincenzo Camuccini, Saint Ours consacre la cathédrale de Ravenne (vers 1800-1821).

La cathédrale d'origine a été construite en raison du transfert de la capitale de l'Empire romain d'Occident de Milan à Ravenne, prévu pour l'année 402. Le transfert de la chaire épiscopale de Classe  (port de Ravenne) est également lié à l'élection de Ravenne au rang de capitale. Le déménagement, ainsi que la construction de la cathédrale, furent réalisés par l'évêque Orso. Construite au centre de la ville, elle fut consacrée le 3 avril 407 et dédiée à la Résurrection de Jésus (en grec : Hagìa Anástasis), qui, du nom du fondateur, prit le nom de « basilique Ursiana ».
L'église, de style paléochrétien, mesurait environ 60 m de longueur et 35 m de largeur. Elle se caractérisait par un plan sans transept avec un vaisseau divisé en cinq nefs (les quatre latérales de même largeur, la nef centrale aussi large que les deux latéraux réunis), séparées par des arcs plein cintre, quinze de chaque côté, reposant sur des colonnes de marbre. La nef médiane se terminait par une abside, intérieurement semi-circulaire et extérieurement polygonale, flanquée du pastiphorion d'un côté et du diacre de l'autre, éléments encore présents dans diverses églises de Ravenne, comme l'église San Giovanni Evangelista ou la basilique San Francesco. Le plan de la cathédrale présentait une nette analogie avec les structures de la basilique principale de Milan (fondée vers 350) et de la basilique C de Nicopolis d'Épire (milieu du VIe siècle ), bien que ces dernières aient été dotées d'une nef transversale>.

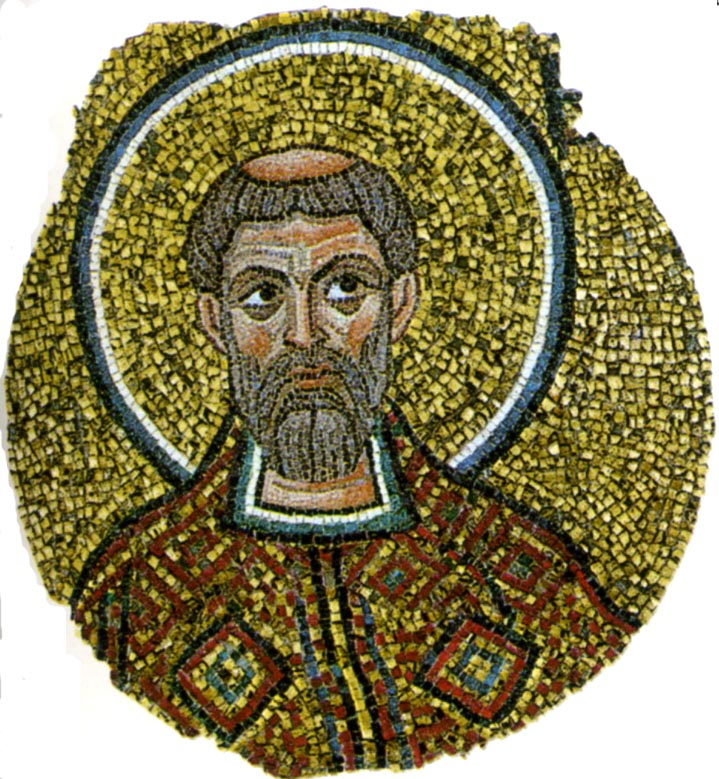
Le visage de San Barbaziano, élément de la décoration en mosaïque de l'abside de la basilique Ursiana (1112).

Le clocher cylindrique fut construit au Xe siècle, puis, à partir de 1112, il fut procédé à l'intérieur à une importante rénovation de la décoration en mosaïque qui ornait les murs : au sommet de l'arc de triomphe, le Christ ressuscité parmi les apôtres et, en bas, à gauche, la scène où saint Pierre envoie saint Apollinaire à Ravenne, et aussi, à droite, celle où saint Apollinaire arrive aux portes de Ravenne ; enfin, dans les panaches, Abel se tenait d'un côté et Caïn de l'autre , tous deux  sacrifiant à Dieu, avec deux palmes à la base de l'arc. Le mur de l'abside, dans lequel se trouvaient cinq fenêtres cintrées à lancette unique, était caractérisé par une décoration sur deux registres : dans celui du bas, saint Apollinaire priant entre deux rangées d'évêques ; dans celui du haut, entrecoupé par les fenêtres : à gauche, saint Ursicino, la Vierge en prière, saint Jean-Baptiste et saint Barbatien, avec le martyre de saint Apollinaire à l'extrême droite. Le bassin présentait au centre la Résurrection de Jésus entre Marie au Sépulcre (à gauche) et Jean et Pierre au Sépulcre (à droite).

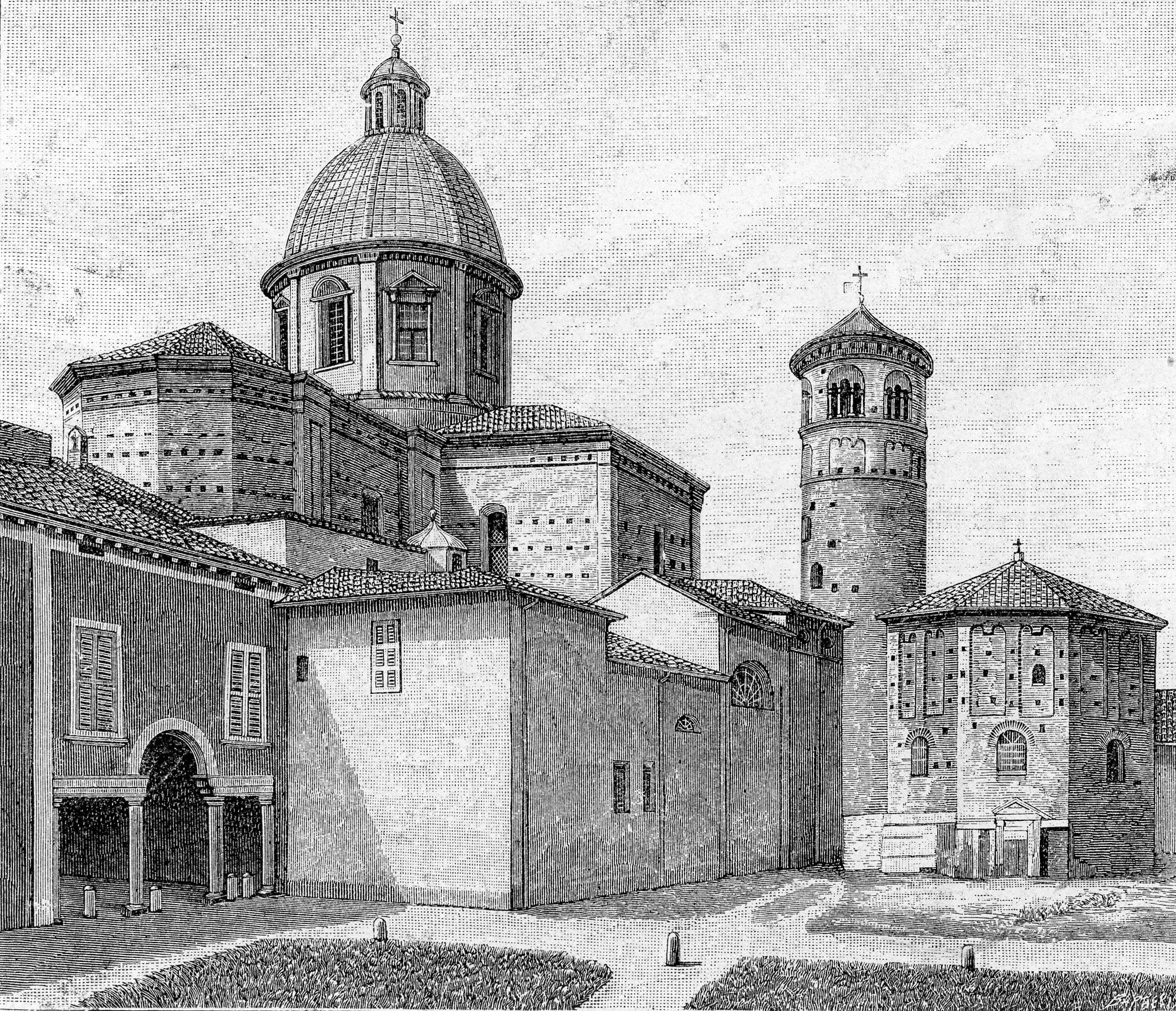
La cathédrale. À gauche, l'entrée du Musée archiépiscopal de Ravenne. Xylographie, vers 1900.

Quelques fragments de l'ancienne décoration de l'abside restent au Musée archiépiscopal de Ravenne, comme la Vierge en prière, ainsi que les têtes de San Barbatiano, Sant'Ursicino, San Pietro et San Giovanni et celle du moine présent dans la scène du Martyre de saint Apollinaire. Les caractéristiques stylistiques de la composition, telles que les formes des visages, caractérisés par de petites bouches et une certaine majesté, le drapé linéaire des robes et les cheveux séparés, présentent une similitude avec les mosaïques de la chapelle gauche de la cathédrale San Giusto de Trieste et celles de l'abside centrale de la basilique Saint-Marc de Venise, toutes deux attribuables à des ouvriers vénitiens liés à la langue byzantine du dernier quart du XIe siècle, bien qu'il y ait relativement peu de sujets byzantins, comme le Résurrection du Christ et offrande d'Abel et de Caïn, et les inscriptions soient non pas en grec, mais en latin.

### La cathédrale actuelle
Maffeo Nicolò Farsetti fut nommé archevêque de Ravenne en mars 1727 par le pape Benoît XIII. Il souhaitait, reprenant une idée déjà prise en considération par son prédécesseur immédiat Girolamo Crispi, la construction d'une nouvelle cathédrale de style baroque moderne à la place de l'ancienne et chargea du projet l'architecte de Rimini Giovan Francesco Buonamici, qui avait déjà rencontré l'évêque Farsetti lorsqu'il avait peint la cérémonie de sa consécration épiscopale dans la cathédrale de Bénévent, et avait déjà travaillé à Ravenne dans les années 1731-1732 pour la création du mobilier baroque du presbytère de la basilique San Vitale. À partir d'un projet de Giuseppe Sardi, inspiré, selon la volonté de l'archevêque, de l'église romaine de Sant'Ignazio di Loyola au Champ de Mars, le projet est approuvé en janvier 1734 et, après une première démolition partielle de l'ancienne église, la première pierre est posée le 30 juillet de la même année.

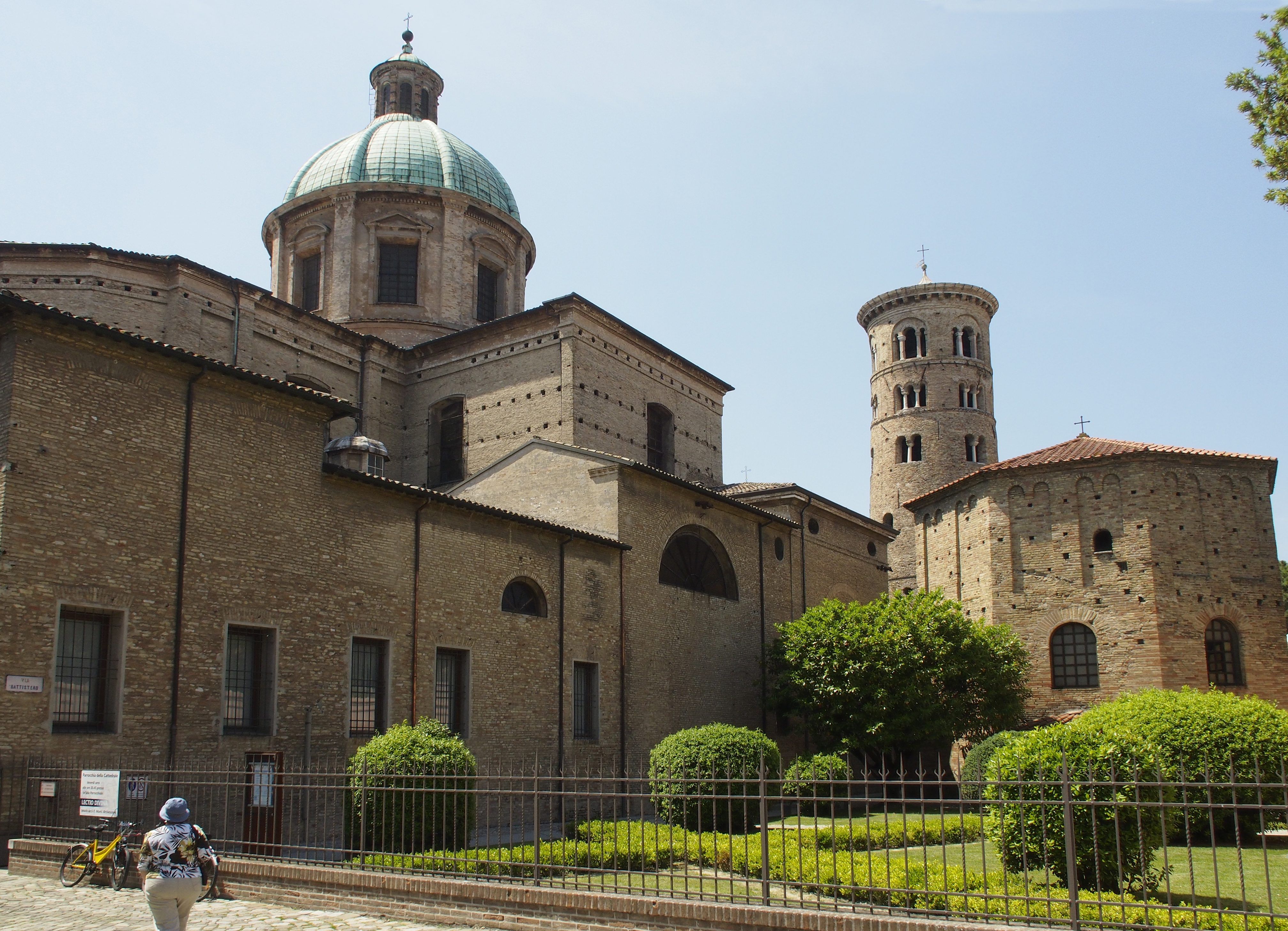
Le baptistère et le clocher paléochrétiens, la cathédrale baroque et la coupole néoclassique.

Les travaux, après la mort de Farsetti (6 février 1741), se poursuivirent jusqu'aux premières années de l'épiscopat de son successeur, Ferdinando Romualdo Guiccioli, et prirent fin en 1745 avec la construction du portique, non prévu initialement ; le 14 avril de la même année, mercredi de la Semaine Sainte, la cathédrale est ouverte au culte, mais le temple n'est consacré que le 13 avril 1749 par l'archevêque Guiccioli.
Dès les années 1770, la nouvelle cathédrale, bien qu'achevée moins de trente ans auparavant, présentait des défauts importants, au point que, entre 1772 et 1774, il fallut procéder à une restauration basée sur un projet de Cosimo Morelli. Surtout, en 1780-1782 , sur ordre de l'archevêque Antonio Cantoni, la coupole originale à plan octogonal fut remplacée par une nouvelle, à plan elliptique, conçue dans le style néoclassique par Giuseppe Pistocchi de Faenza.
La démolition de l'ancienne cathédrale et la perte de la riche décoration en mosaïque au profit d'un nouveau bâtiment ont soulevé de nombreuses controverses, parmi lesquelles celles de l'architecte et moine camaldule Paolo Soratini qui, dans un premier temps, avait participé avec Buonamici à la direction des travaux de construction de la cathédrale baroque.

## Architecture

### Situation
La cathédrale de la Résurrection se dresse sur le site de l'ancienne basilique Ursiana, à côté de l'ancien cardo maximus de la ville romaine, dans le secteur ouest de l'actuel centre historique de Ravenne, avec la façade donnant sur la Piazza Duomo.
L'église, depuis l'Antiquité, fait partie d'un complexe ecclésiastique d'importance notable qui comprend également le palais de l'archevêché (dont une partie abrite le musée de l'archevêché) et, à l'intérieur d'un jardin situé à droite de la cathédrale, le baptistère néonien du Ve siècle et le clocher cylindrique commencé au Xe siècle.

### Extérieur

#### Façade
L'extérieur de la cathédrale de la Résurrection est caractérisé par la façade baroque qui donne sur la Piazza Duomo.

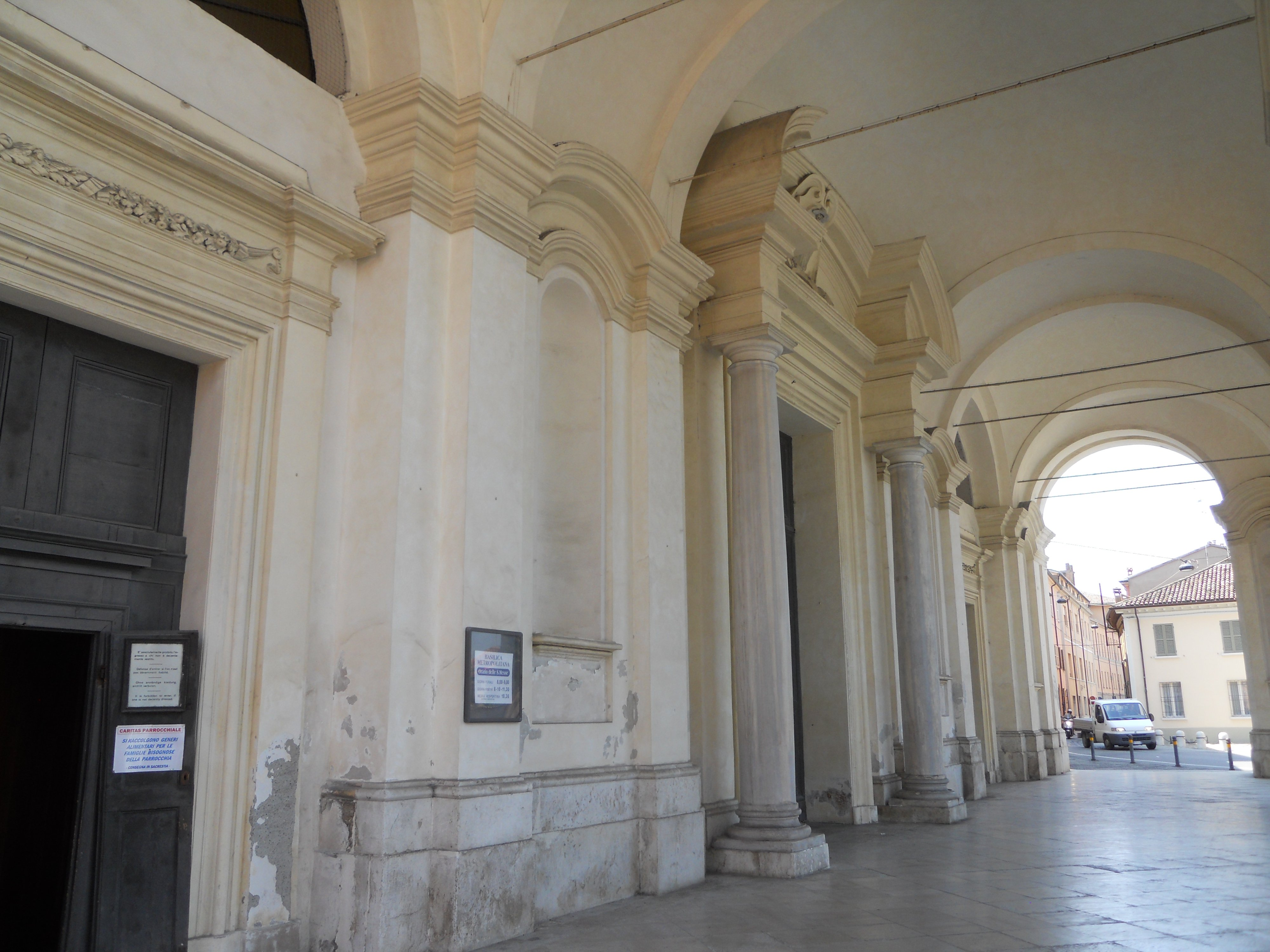
La façade avec le portique.

Dans la partie inférieure, l'église présente un grand portique, achevé en 1745, qui s'ouvre sur l'extérieur avec un arc de chaque côté et trois sur le devant, chacun correspondant à une travée couverte d'une voûte d'ogives et reliée aux autres par une travée de plus faible section voûtée en berceau et agrémentée d'une niche vide sur le mur. Tandis que les arcs latéraux reposent sur des piliers, l'arc central, de style Serlien, repose sur deux colonnes toscanes en granite rose de 4,80 m de hauteur, provenant de l'ancienne basilique Ursiana, ainsi que sur celles en marbre grec veiné qui soutiennent le tympan du portail central, sur les côtés duquel se trouvent deux portails plus petits, chacun surmonté d'une corniche à décor de stuc végétal et d'une fenêtre à lunette.
La partie supérieure de la façade, en partie cachée par l'entablement supérieur du portique, présente une grande fenêtre rectangulaire encadrée par deux paires de pilastres corinthiens qui soutiennent idéalement une corniche surmontée d'un pignon semi-circulaire.

#### Clocher et dôme

Le clocher et le dôme.

À gauche de la cathédrale, légèrement en retrait de la façade et contre la nef latérale gauche, de manière à pouvoir y accéder par une porte située entre la première et la deuxième chapelle, se dresse le clocher, caractérisé par la forme cylindrique de sa structure, dont le sommet atteint 35 mètres. La tour comporte quatre niveaux de fenêtres : celui du bas compte sept fenêtres à lancette unique ; le seconde a des fenêtres à meneaux et des pièces murées ; la troisième est à six fenêtres à trois lumières reposant sur des colonnettes ; la quatrième, correspondant au beffroi, reconstruite après un incendie en 1658, fait face à l'extérieur avec six fenêtres à trois lancettes, dont le compartiment central est plus grand que les deux latéraux.
La coupole néoclassique a été construite sur une base elliptique en 1780-1782 par Giuseppe Pistocchi à la place de l'original à base octogonale. Le tambour, qui comporte huit fenêtres à pignons triangulaires alternés avec des pilastres, est surmonté d'une lanterne qui, à son sommet, atteint 47 mètres de hauteur.

### Intérieur

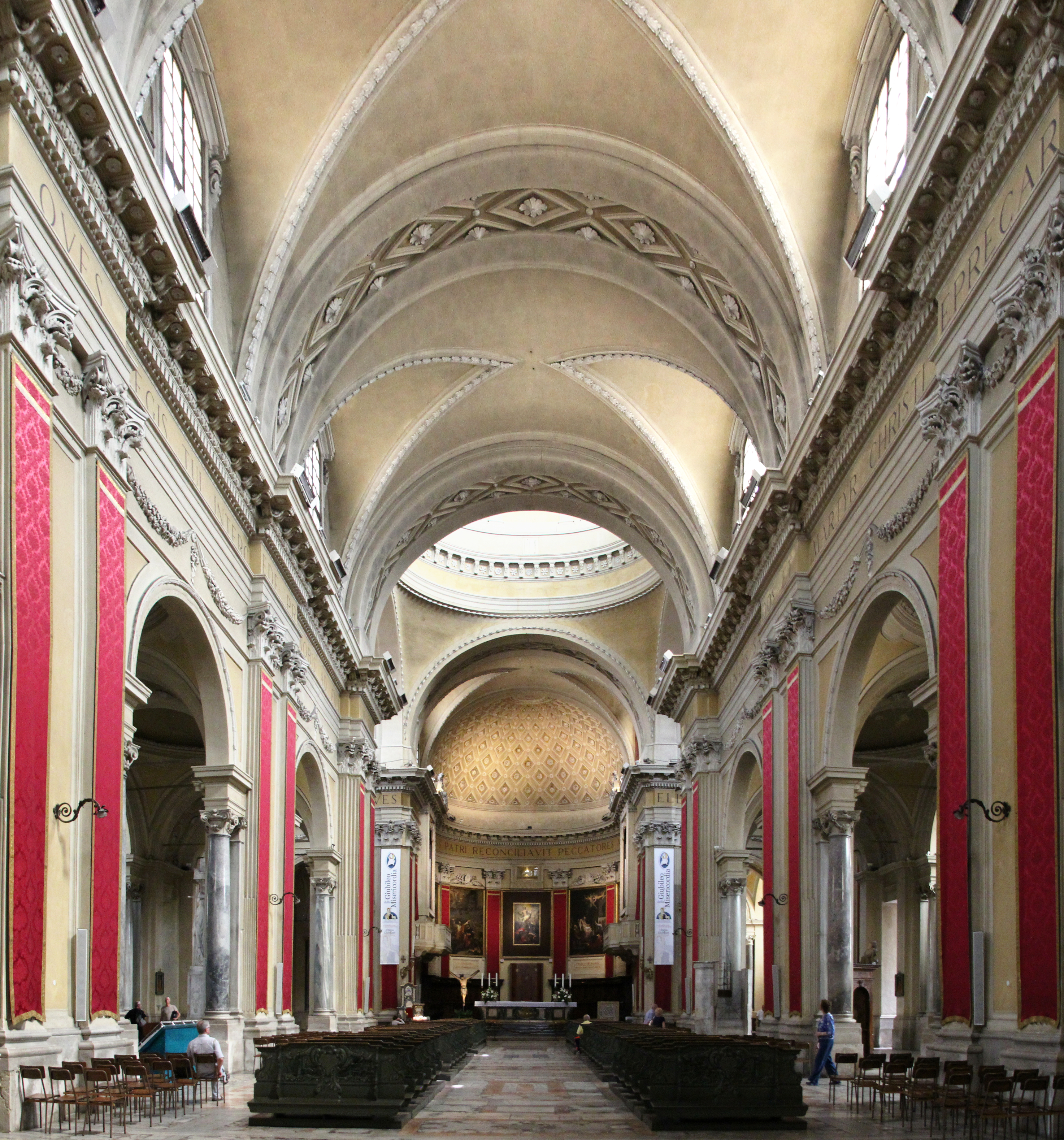
Intérieur de la basilique.

L'intérieur de la cathédrale, de style baroque solennel, présente un plan en croix latine et un riche pavement en opus sectile, placé 3,50 m plus haut que le niveau du sol de l'ancienne basilique Ursiana.

#### Nefs et chapelles latérales
La salle est divisée en trois nefs : la nef centrale est couverte d'une voûte en berceau à lunettes qui se greffe sur une haute corniche reposant idéalement sur des pilastres corinthiens et se poursuit dans le transept et l' abside.

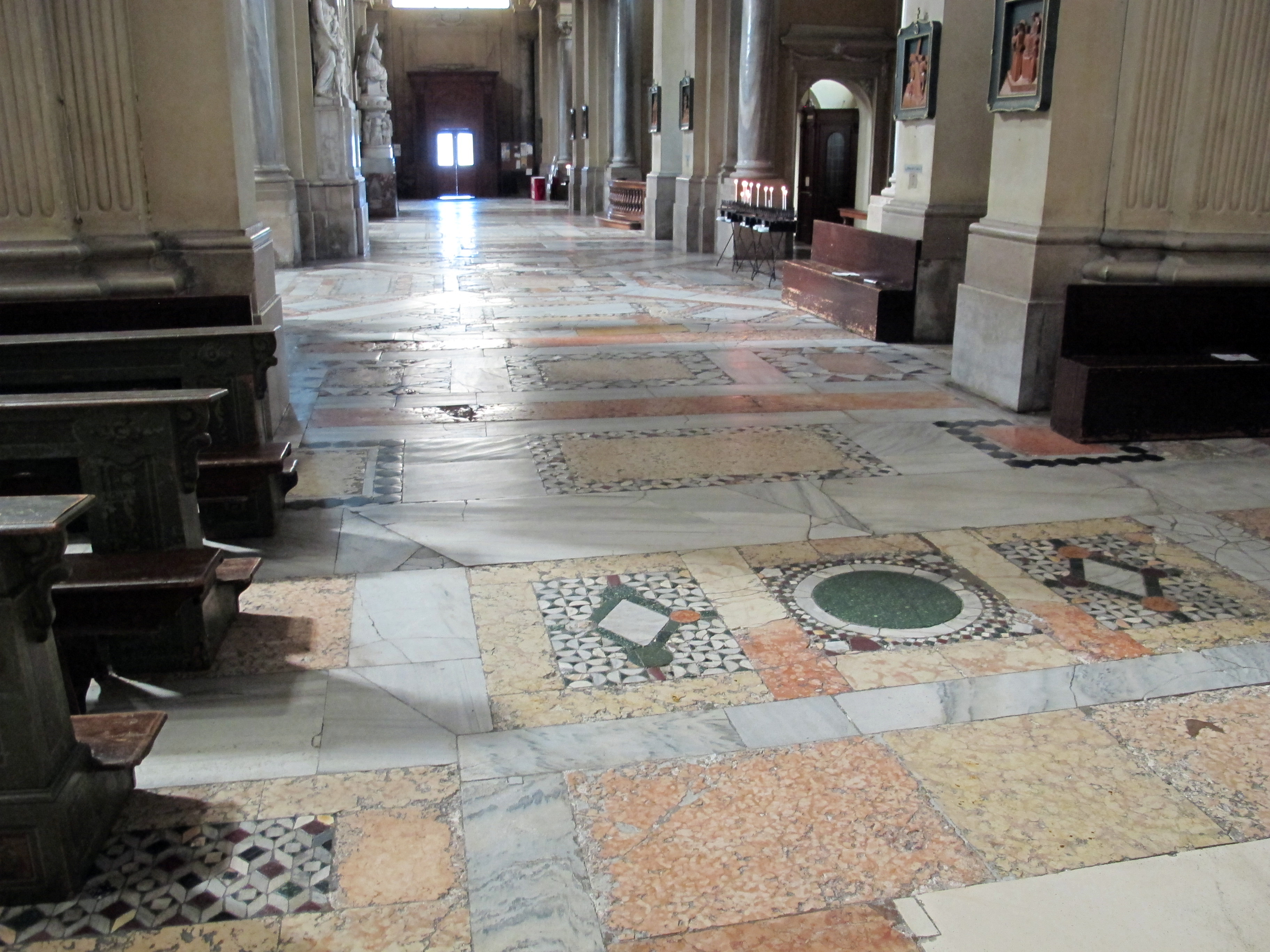
Intérieur de la nef latérale gauche avec plancher en opus sectile.

Les nefs latérales sont cependant divisées en trois travées de plan carré couvertes de petites coupoles, alternées avec cinq travées de plan rectangulaire couvertes d'une voûte en berceau.
La division des nefs entre elles, remontant dans sa forme actuelle aux restaurations de 1772-1774, est composée de trois arcs en plein cintre, dont chacun repose sur deux colonnes en marbre fin, provenant de l'ancienne basilique Ursiana. Correspondant à chacune d'elles, sur la nef latérale respective, se trouve une chapelle de plan rectangulaire, voûtée en berceau, dont l'entrée est également constituée d'un arc reposant sur deux colonnes antiques. Les chapelles sont entrecoupées de pièces aux plafonds plats, éclairées par des fenêtres rectangulaires et contenant des confessionnaux néoclassiques.
Dans la première chapelle à droite se trouve un autel en marbre polychrome, surmonté d'un retable représentant San Cristoforo, œuvre du Bolognais Antonio Rossi.

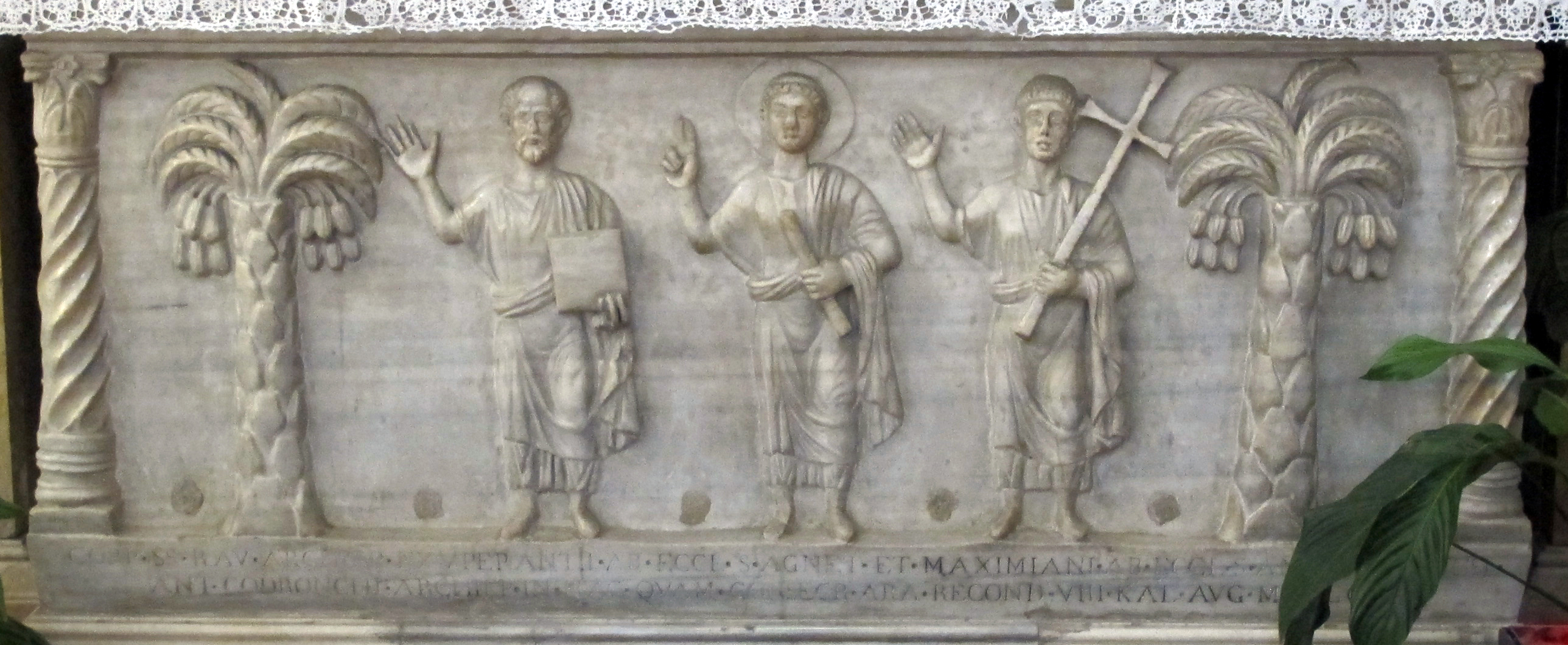
Le sarcophage de Sant'Esuperanzio.

La table d'autel de la chapelle voisine, de 1701, est surmontée d'un crucifix en bois polychrome. Elle est constituée du sarcophage de Sant'Esuperanzio (deuxième décennie du Ve siècle), qui abrite les restes de l'évêque de Ravenne. dont il prend le nom et, à partir de 1809, aussi ceux de l'archevêque Maximien ; sur la face avant se trouve une représentation en bas-relief du Christ bénissant au centre entre saint Paul avec un livre (à gauche) et saint Pierre avec la croix (à droite), le tout encadré par deux colonnes torsadées et, plus intérieurement, par deux palmiers ; les côtés sont décorés de motifs ornementaux en forme de croix (à gauche) et du monogramme du Christ (à droite), celui-ci également représenté au dos entre deux paons et deux cyprès. Dans la troisième chapelle, sur l'autel, se trouve le retable des saints Pier Crisologo, Romualdo et Pier Damiani, de Giuseppe Milani (XVIIIe siècle).
Au centre du retable de la première chapelle de gauche, dédiée à saint Apollinaire, se trouve le retable de Jean-Baptiste Wicar avec Jésus entre les saints Antoine et Jacques ; dans la chapelle du milieu se trouve un tableau de Guido Cagnacci avec saint François Xavier (début du troisième quart du XVIIe siècle), tandis que dans la troisième se trouve la toile  de saint Pierre envoyant saint Apollinaire à Ravenne, de Filippo Pasquali (XVIIe siècle ).
À l'origine, la contre-façade de la nef centrale était ornée d'une grande toile représentant le Banquet du roi Assuérus (1620), lié aux événements relatés dans le Livre d'Esther ; le grand tableau, œuvre du Ferrarais Carlo Bononi , se trouve sur la contre-façade de l'église San Giovanni Evangelista de Ravenne, du réfectoire du couvent dont il provient.

#### Croisée et transept

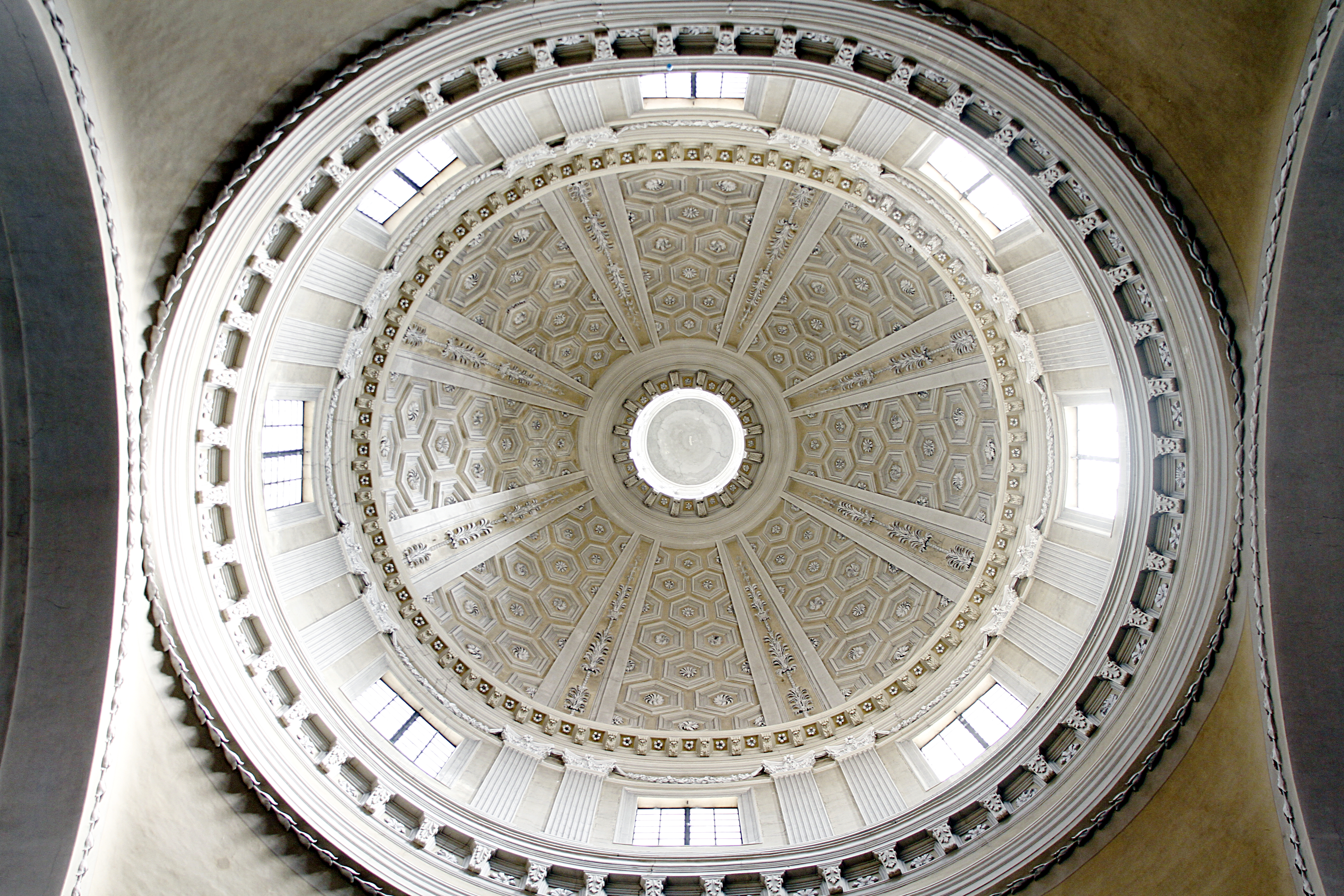
Intérieur de la coupole.

La croisée du transept est soulignée par la présence de la coupole néoclassique au plan elliptique de Giuseppe Pistocchi ; à l'intérieur, elle est éclairée par des fenêtres à tambour et à lanterne et la calotte est ornée de caissons hexagonaux et divisée en huit secteurs par de doubles nervures.
Les deux bras du transept se développent selon un schéma similaire à celui de la nef centrale : ils sont couverts d'une voûte en berceau à lunettes et éclairés par de grandes fenêtres rectangulaires .

#### Chœur et abside

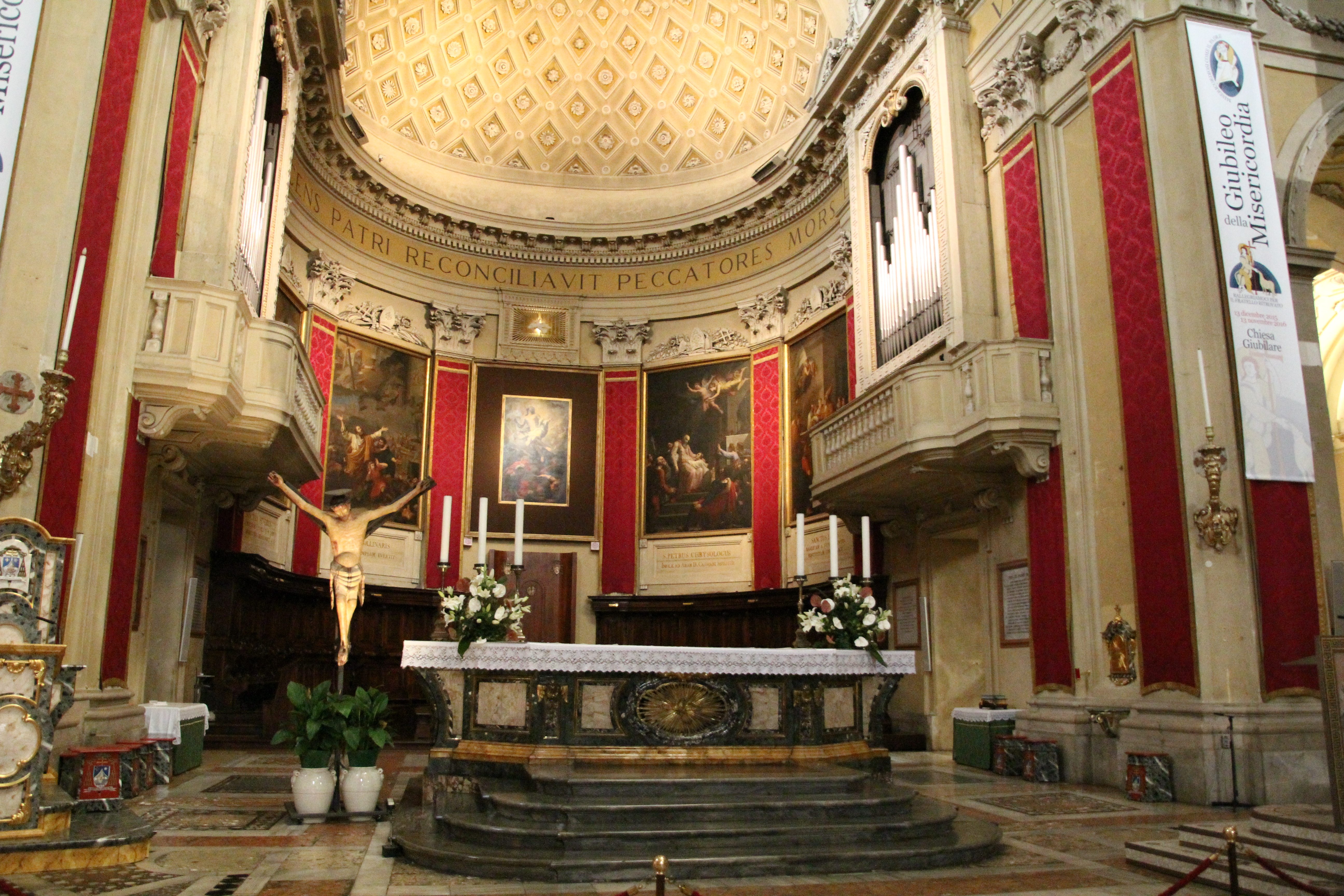
Maître-autel et abside.

Au-delà de la croix , dans l'alignement de la nef centrale , se trouve l'abside profonde, avec une terminaison semi-circulaire caractérisée par un bassin richement décoré de caissons en stuc. L'ensemble de l'espace est occupé par le chœur, surélevé de quelques marches par rapport au reste de l'église.
Au centre se trouve le maître-autel, construit en 1760 par l'archevêque Guiccioli, réalisé en marbres polychromes précieux —  porphyre vert ancien, blanc de Carrare, albâtre oriental noir, Cotognino — et décoré de bronzes dorés de Bartolomeo Borroni ; à l'intérieur sont conservées les reliques des neuf premiers évêques de Ravenne. À l'origine, l'abside se caractérisait par la présence d'une double table, surmontée d'un tabernacle en argent offert par la population de Ravenne en 1512 et ensuite pillé par les Français.

### Articles liés
- Archidiocèse de Ravenne-Cervia
- Ravenne
- Liste des cathédrales d'Italie